# Minnesota State Route 55
Minnesota Route 55 ist eine 362 km lange State Route in Minnesota, die in west-östlicher Richtung verläuft.
Der westliche Endpunkt ist die Staatsgrenze zu North Dakota in der Nähe von Tenney. In North Dakota führt die Straße als North Dakota State Route 11 weiter. Das östliche Ende liegt in Hastings an der Kreuzung mit U.S. Highway 61.
Der westliche Teil des Highways, der ins Zentrum von Minneapolis führt, ist als Olson Memorial Highway bekannt, der nach Floyd B. Olson benannt ist, einem früheren Gouverneur Minnesotas mit norwegischer Herkunft. Südöstlich des Stadtzentrums ist Route 55 als Hiawatha Avenue bekannt. Eine Stadtbahn, die Hiawatha Line führt auf einem großen Teil dieses Abschnittes parallel zu der Straße.

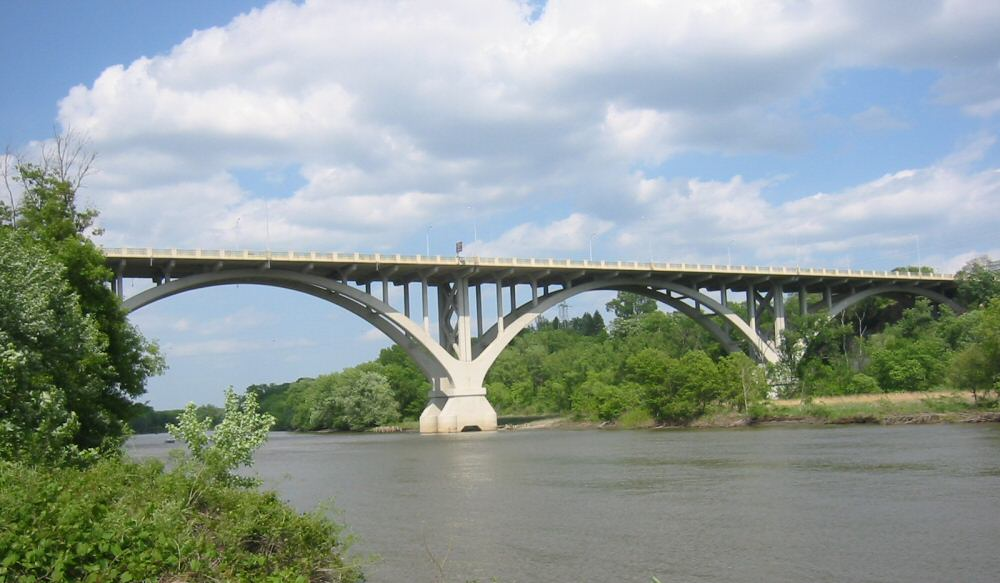
Mendota Bridge

Im Juli 2005 wurde der Streckenabschnitt, der durch das Stadtzentrum von Minneapolis führt, an die kommunale Straßenbehörde zurückgegeben. Um die Lücke zu füllen, wurde die Streckenführung mit der Interstate 94 zusammengelegt. In westlicher Richtung führt Route 55 direkt vor dem Stadtzentrum auf die in westliche Richtung führende I-94 und verlässt diese an der Ausfahrt für den Olson Memorial Highway. In östlicher Richtung führt Route 55 von diesem Punkt auf die I-94 nach Osten und folgt dieser bis zur Ausfahrt zur Hiawatha Avenue.

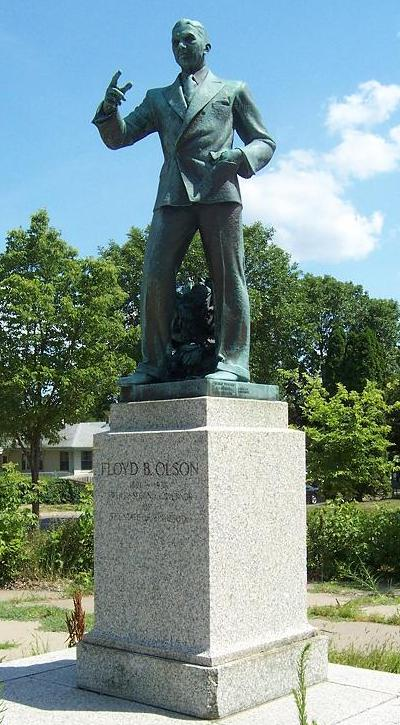
Denkmal an der Olson Memorial Highway

Route 55 überquert den Minnesota River über die Mendota Bridge, die zum Zeitpunkt ihrer Fertigstellung im Jahre 1926 die längste Stahlbetonbrücke der Welt war. Sie misst rund 1256 m.